# Canenx-et-Réaut
Canenx-et-Réaut (gaskonsko Canens e Arriu Aub) je naselje in občina v francoskem departmaju Landes regije Akvitanije. Naselje je leta 2009 imelo 171 prebivalcev.

## Geografija
Kraj leži v pokrajini Gaskonji 16 km severno od Mont-de-Marsana.

## Uprava
Občina Canenx-et-Réaut skupaj s sosednjimi občinami Bélis, Brocas, Cère, Garein, Labrit, Maillères, Le Sen in Vert sestavlja kanton Labrit s sedežem v Labritu. Kanton je sestavni del okrožja Mont-de-Marsan.

## Zanimivosti
- cerkev sv. Saturnina, Canenx,
- cerkev sv. Mihaela, Réaut.

- Sveti Saturnin
- Sveti Mihael